# Јанко Вукотић
Јанко Вукотић (Чево, 18. фебруар 1866 — Београд, 4. фебруар 1927) био је Oзринићки сердар (1907), дивизијар (1914) Црногорске војске, председник владе, војни министар (1905, 1913) и начелник штаба Врховне команде (1913) Краљевине Црне Горе, генерал-ађутант краља Николе, армијски генерал (1926), члан Војног савета и ађутант краља Александра I Карађорђевића у војсци Краљевине Срба, Хрвата и Словенаца.
У Првом балканском рату је заповједао Источним одредом, а у Другом балканском рату је био на челу дивизије. На почетку Првог свјетског рата био је начелник црногорске Врховне команде, затим командант Херцеговачког одреда и Санџачке војске. За начелника Врховне команде је поново постављен 17. јануара 1916. После капитулације црногорске војске одведен је у заробљеништво. Од 1919. године је примљен у Југословенску војску, а 1926. је унапређен у чин армијског генерала.

## Биографија
Био је из познате породице Вукотића са Чева, која је у сродству са краљевским домом Петровићи Његоши. Његов отац сердар Станко Вукотић, син је Машана Вукотића и унук Перка Вукотића. Перко Вукотић имао је и сина Стевана, Машановог брата, чији син војвода Петар Вукотић је отац краљице Милене Петровић Његош, жене краља Николе Петровића Његоша. Сердар Јанко Вукотић био је братанац краљице Милене.
Након завршене Војне академије у Модени у Италији, постепено се пео хијерархијским лествицама, што је битно допринело његовом свестраном и систематском усавршавању и стицању драгоцених искустава на командним и руководећим дужностима.
Бригадир је постао 1902. године, а 1910. је командовао Првом црногорском дивизијом. Од 1905. је члан Државног ратног савета, а пуну афирмацију достигао је у балканским ратовима. У Првом балканском рату Јанко Вукотић командовао је Источним одредом, посебно се истакавши у операцијама у Новопазарском санџаку и Метохији, па је убрзо постао начелник штаба Врховне црногорске команде. У Другом балканском рату предводио је Црногорску дивизију у оквиру Прве српске армије против бугарских снага. Црногорска дивизија освојила је положаје на линији Пасаџиково-Калиманци и успешно садејствовала јединицама Српске војске у Брегалничкој бици, прихватајући одлучујућу борбу против Бугара.

### Први свјетски рат
Нека српска Врховна команда не води бригу. Црногорска санџачка војска решена је да се до последњег војника жртвује, а да не дозволи непријатељу да се јави братској српској војсци у бок, а још мање у позадину.

— депеша сердар Јанка Вукотића војводи Радомиру Путнику
На почетку Првог свјетског рата био је начелник штаба Врховне команде Црногорске војске и командант Херцеговачког одреда, најјаче формације црногорске војске са око 15.000 војника. Херцеговачки одред је запосео линију Трубјела - Грахово - Крстац са циљем одбране Никшића. Одред је 8. августа прешао у офанзиву и угрозио аустроугарске положаје у Гацку, Автовцу, Билећи и Требињу. Међутим, аустроугарски противнапад 14/15. августа је вратио Херцеговачки одред на почетне положаје.
Због бољег координисања акција српске и црногорске војске у црногорску Врховну команду као делегати послати генерал Божидар Јанковић и пуковник Петар Пешић. Јанковић је постављен за новог начелника Врховне команде, док је по реорганизацији црногорске војске Вукотић постављен за заповједника Санџачке војске. Заједничка офанзива Санџачке војске и јединица србијанске Ужичке војске је почела 26. августа. Санџачка војска је заузела Пљевља и Чајниче, а 11. септембра прешла Дрину. Крајем септембра црногорска војска је избила на Јахорину, Романију и Пале и угрозиле бок и позадину Аустроугара на Дрини.
Велики успех Јанко Вукотић постигао је у току повлачења српске војске преко Црне Горе и Албаније. Тада је Санџачка војска у садејству са снагама Прве српске армије успела да одржи 500 km дугачак фронт и у борби код Мојковца заустави и одбаци непријатељску офанзиву. На тај начин је омогућено несметано повлачење српске војске према лукама на Јадранском мору. Једно вријеме послије Мојковачке битке, провео је у логору Болдогасоњ као заробљеник.

### Служба у војсци Краљевине СХС
Преведен је у војску краљевине Срба, Хрвата и Словенаца 23/4. 1919. као генерал.
Од 1/8 1920. био је на служби у штабу 2. армијске области, затим командант шумадијске и босанске дивизијске области, од 1926. командант армијске области (III.).

## Смрт и сахрана
Крајем 1926. је услед срчане мане отишао да се лечи у Београду у хируршком одељењу. Између осталих лекара су га лечили др Жарко Рувидић и др Теодор Врбицки. Краљ Александар га је током боравка у болници два пута посетио. Вукотић је био и родбински повезан са краљем, пошто је краљица Милена Петровић Његош (девојачко Вукотић) краљу Александру била баба по мајци, а Јанку Вукотићу тетка. Неколико дана пред смрт се због дугог лежања код њега јавио грип са запаљењем плућа и плућне марамице, услед чега је и преминуо у петак 4. фебруара 1927. у пола 8 увече. До смрти је командовао Трећом армијом у Скопљу, а на том месту га је заменио генерал Зечевић.
Сахрана је о државном трошку са пуним војним почастима одржана у недељу 6. фебруара у Саборној цркви. Опело је започето око 2 сата по подне, а вршио га је патријарх Димитрије са битољским епископом Јосифом, призренским Михајлом, и са још десетак свештеника и ђакона. Цео државни врх је такође био присутан, укључујући и самог краља Александра, премијера Узуновића и остале званичнике владе и војске. Од Вукотићеве породице су били присутни његов син и ћерка. После опела патријарх је одржао говор у коме је поред осталог споменуо да је Вукотић много урадио и за одржање српског племена, и за уједињење држава у Југославију, као и то да је био добар војник, човек и хришћанин. Сахрањен је око 4 по подне на Новом гробљу, а гроб му се налази нешто близу Николе Пашића.

## Породица
С обзиром на то да није имао мушког потомка стасалог за бој, Вукотић је у све окршаје увек, као најближег сарадника, водио своју кћерку јединицу Василију, која је пре тога завршила Институт руске царске породице на Цетињу. Од кћерке дванаест година био је млађи син капетан Вукашин Вукотић, ађутант краља Александра Карађорђевића, који је после Другог светског рата, живео у иностранству, где му је рођен син Јанко Вукотић, који данас живи у Подгорици.
Краљица Црне Горе Милена Петровић Његош (девојачко Вукотић) му је била тетка, па је преко ње између осталог био у родбинским везама и са краљем Николом, децом краља Петра I и децом краља Италије Виторио Емануелеом III.

## Галерија
- Улица у Чајничу именована по Вукотићу
- Сусрет генерала Вукотића
и војводе Бојовића у Медови
- Вукотићев гроб
- Вукотићев гроб